# Liste von Höhlen im Kreis Soest

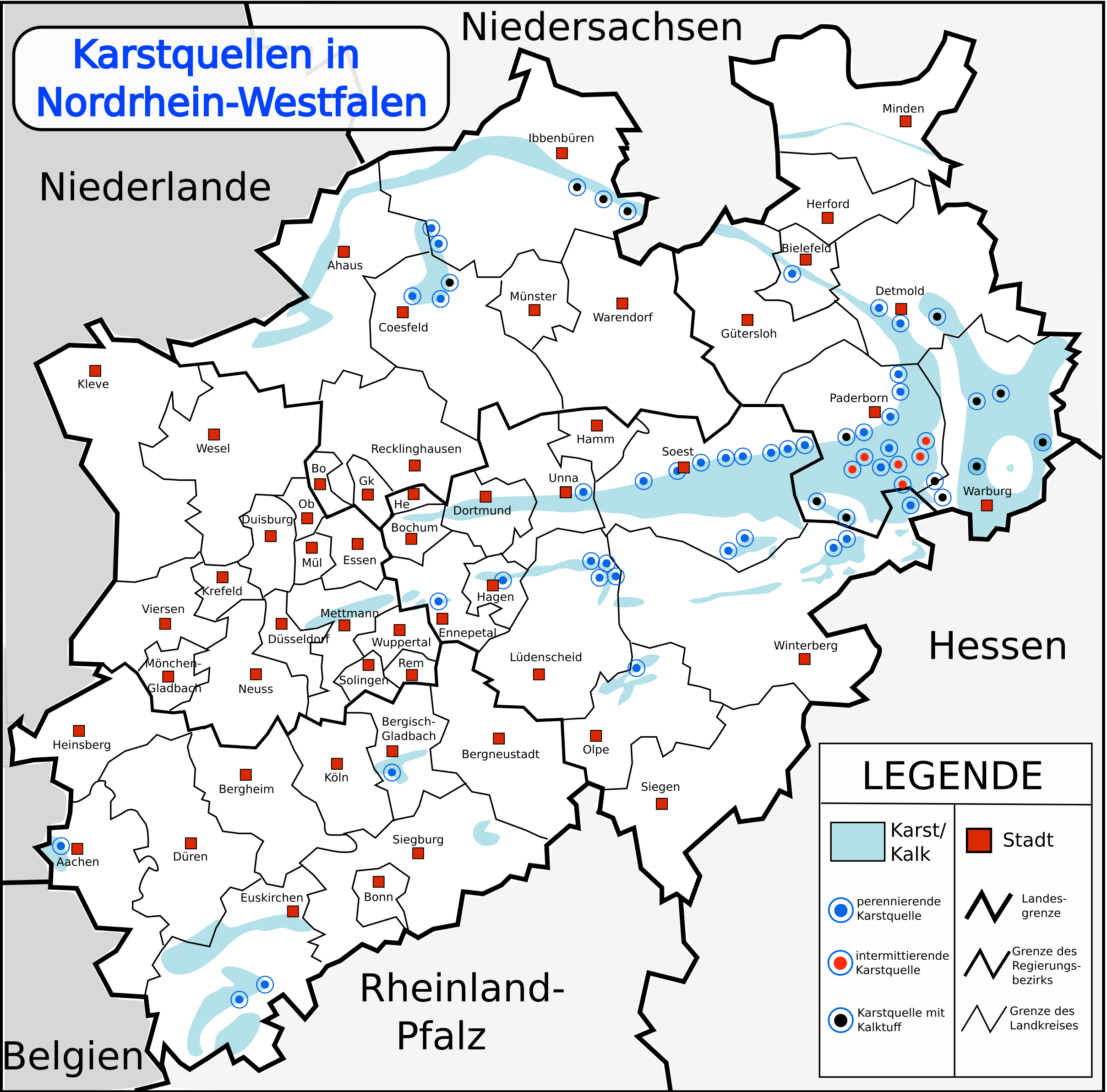
Karstzonen in Nordrhein-Westfalen

Die Liste von Höhlen im Kreis Soest beschreibt Höhlen unterschiedlicher Art und Länge, darunter auch einige zerstörte Höhlen, im Kreis Soest, Nordrhein-Westfalen.
Höhlen bildeten sich vor allem im mitteldevonischen Massenkalk der Region Sauerland. Insbesondere ab dem 19. Jahrhundert wurden einige Höhlen unter anderem von Johann Jacob Nöggerath, Rudolf Virchow, Emil Carthaus, Johann Carl Fuhlrott, Heinrich von Dechen und Hermann Schaaffhausen geologisch, paläontologisch und anthropologisch untersucht. Zu den höhlenforschenden Persönlichkeiten Ende des 20. und Anfang des 21. Jahrhunderts zählen Dieter W. Zygowski und Stefan Voigt.

## Liste
| Name          | Stadt bzw. Gemeinde | Lage         | Länge/Tiefe (Meter) | Beschreibung | Bild           |
| ------------- | ------------------- | ------------ | ------------------- | --- | -------------- |
| Hohler Stein  | Rüthen-Kallenhardt  |              | 30                  | Archäologische Funde | weitere Bilder |
| Bilsteinhöhle | Warstein            | Bilsteinbach | 1.700               | 1887 entdeckt durch Waldarbeiter Franz Kersting; seit 1888 Schauhöhle. | weitere Bilder |
| Liet-Höhle    | Warstein            |              | etwa 500            | Die stark zerklüftete Kalksteinhöhle erstreckt sich über mehrere Stockwerke und wurde 1948 im Steinbruch des Rangetals bei Warstein entdeckt. Eine Besonderheit der Liet-Höhle ist die außerordentliche Vielfalt der Sinterbildungen, darunter Massenvorkommen verschiedener Excentriques-Typen, Sinterbecken, Kristallskeletten, Kalzitröhrchen, -stängel und -büschel. 1950 wurde die Höhle unter Naturschutz gestellt und ist für die Öffentlichkeit nicht zugänglich. |                |